# مانويل رودريغيز فيغا
مانويل رودريغيز فيغا (بالإسبانية: Manuel Rodríguez Vega)‏ (16 يناير 1944 سانتياغو تشيلي - ) هو لاعب كرة قدم تشيلي يلعب كلاعب وسط.